# Ђусвала
Ђусвала (итал. Giusvalla) је насеље у Италији у округу Савона, региону Лигурија.
Према процени из 2011. у насељу је живело 98 становника. Насеље се налази на надморској висини од 454 м.

## Становништво
| 1936. | 1951. | 1961. | 1971. | 1981. | 1991. | 2001. | 2011. |
| ----- | ----- | ----- | ----- | ----- | ----- | ----- | ----- |
| 807   | 772   | 627   | 532   | 471   | 461   | 425   | 460   |